# 杉原素子
杉原 素子（すぎはら もとこ）は、日本の作業療法研究者。
1968年、お茶の水女子大学大学院人文科学研究科修了、南カリフォルニア大学作業療法学科修了。1970年東京都民生局、1973年東京都立府中リハビリテーション専門学校、1985年東京都心身障害者福祉センター肢体不自由科、1995年国際医療福祉大学保健学部（現保健医療学部）作業療法学科学科長、同保健医療学部学部長兼任、同大学の臨床医学研究センターである国際医療福祉リハビリテーションセンター センター長も兼務の後は同大学院保健医療学専攻作業療法学分野教授。また、以前は日本作業療法士協会の会長を務めていた。学生からの人気も高く、協会運営の手腕に対する評価も高い。研究には真摯に向き合い、数多くの重要な研究結果を提示。日本作業療法士連盟 会長。

## 著作リスト
- 作業療法士になるには(1992年/ぺりかん社 刊)
- 理学療法士・作業療法士になるには(1992年/ぺりかん社 刊)
- 図解 作業療法技術ガイド―根拠と臨床経験にもとづいた効果的な実践のすべて（1998年/文光堂 刊）

他多数あり。